# Paire torsadée
Une paire torsadée est une ligne symétrique formée de deux fils conducteurs enroulés en hélice autour de l'axe du câble qu'ils forment, afin de limiter la sensibilité aux interférences et la diaphonie dans les câbles multipaires.
En français, « paire symétrique » est, en téléphonie, synonyme de « paire torsadée ».
Les paires torsadées se trouvent en téléphonie, en électroacoustique, en instrumentation et en transmission de données informatiques, domaine où elles ont fait l'objet d'importants développements. Elles s'utilisent aussi dans les câbles de puissance, afin de réduire leurs émissions.

Schéma d'une paire torsadée.

## Description

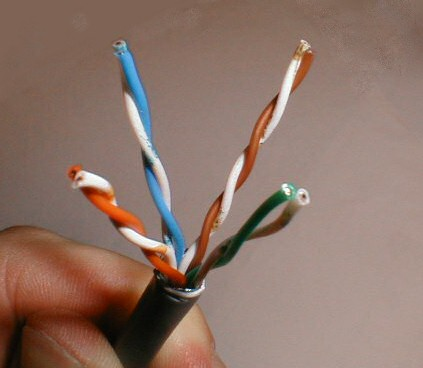
Quatre paires torsadées d’un câble réseau de type UTP.

La transmission d'un signal électrique est sujette à des interférences électromagnétiques, qu'on réduit en premier lieu par une liaison symétrique avec signalisation différentielle, dans laquelle la différence de tension entre les deux conducteurs transporte l'information. Le récepteur différentiel élimine les perturbations dont l'origine est à quelque distance, qui affectent également les deux conducteurs de la ligne.
Lorsque deux paires symétriques courent parallèlement, des liaisons inductives et capacitives se forment entre elles. Le signal de l'une perturbe le signal de l'autre. C'est ce qu'on appelle la diaphonie. La torsion des paires, à un pas différent pour chaque ligne, permet de réduire cet effet. Lorsque la ligne est courte, la diaphonie est de toute façon faible. Lorsque la ligne est longue, les paires se trouvent tantôt en phase, tantôt en opposition de phase, annulant leurs effets. Le nombre moyen de torsades par mètre fait partie de la spécification du câble.
Le maintien de la distance entre les fils d'une paire permet de maintenir l'impédance caractéristique de la ligne de transmission, afin de supprimer les réflexions de signaux aux raccords et en bout de ligne.
Les contraintes géométriques (épaisseur de l’isolant/diamètre du fil) maintiennent cette impédance autour de 100 ohms :
- 100 ohms pour les réseaux ethernet en étoile ;
- 150 ou bien 105 ohms pour les réseaux Token ring ;
- 100 ou bien 120 ohms pour les réseaux de téléphonie ;
- 90 ohms pour les câbles USB.

## Histoire
Le principe de la paire torsadée apparaît dans les transmissions télégraphiques et téléphoniques dès que celles-ci se font par paires, et non par retour du courant par la terre. En faisant tourner certaines paires d'un quart de tour, d'un poteau à l'autre, on réduit les interférences : ce qui influe sur la ligne entre deux poteaux est affaibli deux poteaux plus loin par une interférence en opposition de phase. En utilisant, plutôt que des fils nus espacés de 30 cm, des câbles contenant les deux conducteurs plus proches l'un de l'autre, légèrement torsadés, l'influence du champ électromagnétique alentour diminue substantiellement. La technique devient plus nécessaire alors que le multiplexage augmente la bande passante nécessaire, et diminue le niveau du signal. Les câbles contenant des paires torsadées ont été utilisés dans les câbles du réseau téléphonique commuté vers 1920. La gaine extérieure des câbles était en plomb, et l’isolant des fils en papier recouvrant une couche d’émail ou de gomme-laque[réf. souhaitée]. La torsion est favorable non seulement à la performance électrique, mais aussi à la résistance mécanique. Si les conducteurs n'étaient pas torsadés, la torsion dans le plan de la paire serait bien plus préjudiciable que dans le sens perpendiculaire, le conducteur extérieur étant soumis à une forte tension mécanique, et le diélectrique entre les deux à une compression. Les améliorations suivantes concernent l'isolation au polyéthylène, qui améliore la symétrie de la paire.
Le développement des télécommunications a entraîné des études électriques plus poussées, et le développement de la théorie de la ligne de transmission. L'industrie fabrique pour le téléphone des câbles comportant jusqu'à 25 paires torsadées à des pas différents pour réduire la diaphonie. Les studios d'enregistrement et les stations de radio et de télévision, dont les exigences sont supérieures, étudient l'usage de ces câbles, mais ils restent en tous cas utilisés seulement pour des fréquences allant au plus à quelques dizaines de kilohertz.
À la fin des années 1980, la numérisation du signal audio entraîne en premier lieu une amélioration des performances, entraînant un nouvel examen du câble. La transmission du signal numérique demande une élévation des fréquences, atteignant quelques mégahertz. Les câbles à paire torsadée blindé généralement utilisées dans les applications électroacoustiques doivent être plus précisément définies. Il doit répondre à des normes strictes de compatibilité électromagnétique. L'industrie électroacoustique et la radio-télédiffusion définissent la paire torsadée AES/EBU pour la transmission numérique des deux canaux du signal stéréophonique.
La transmission numérique à haut débit dans les réseaux informatiques a commencé avec du câble coaxial disponible commercialement pour l'usage en radio et télévision. Les études aboutissant à des optimisations de la paire torsadée ont ensuite permis son utilisation. Au début du XXIe siècle, les réseaux utilisent fréquemment du câble catégorie 5 et supérieures, basés sur un assemblage de quatre paires torsadées à des pas calculés pour minimiser les interférences. Ces câbles sont plus souples et plus solides que les câbles coaxiaux, et leurs connecteurs sont moins coûteux.

## Les types de blindages

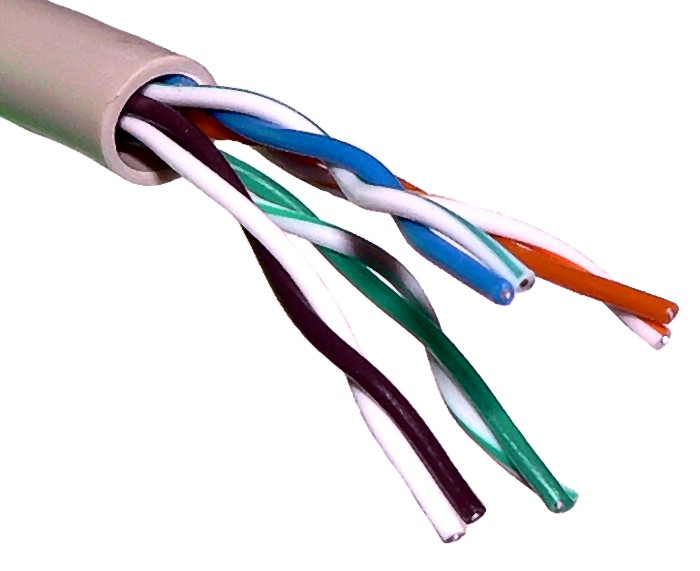
Paires torsadées UTP (U/UTP).

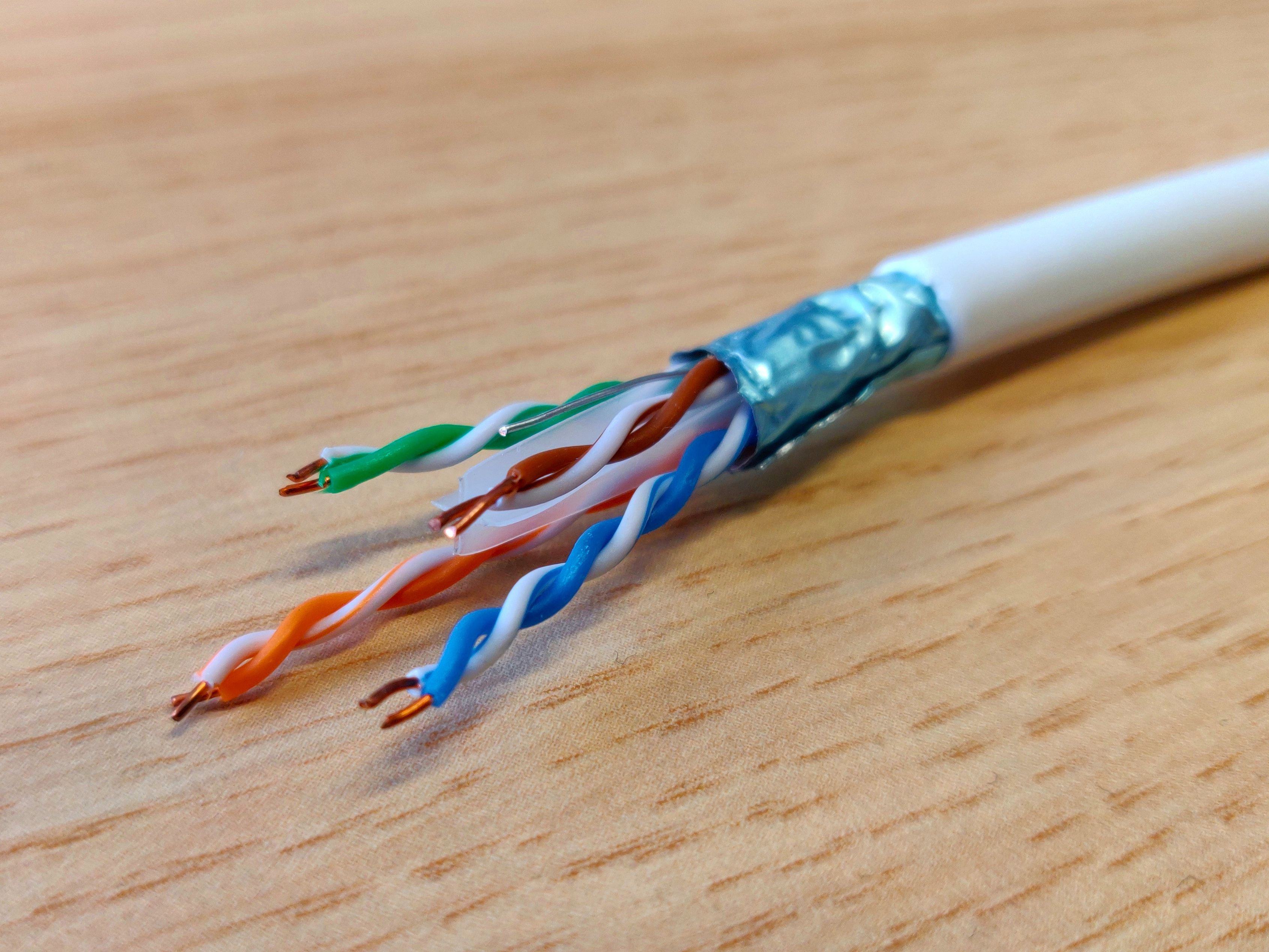
Paires torsadées FTP (F/UTP).

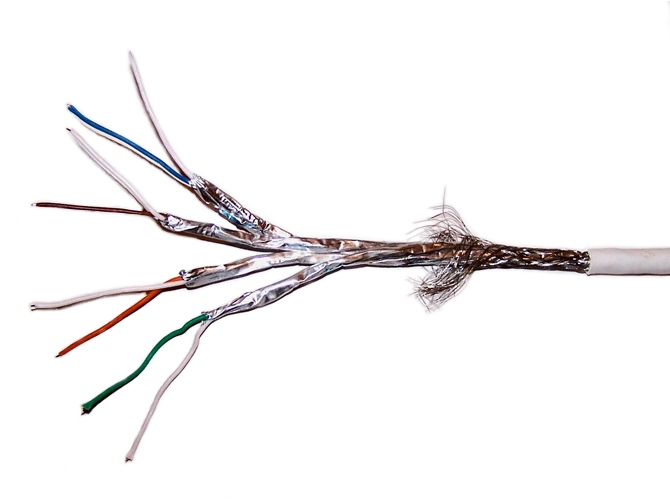
Paires torsadées SSTP (S/FTP).

Pour limiter les interférences, les paires torsadées sont souvent blindées. Comme le blindage est conducteur, il constitue également un référentiel de masse, ce qui peut amener à des problèmes d'interférences en basse fréquence, en cas de défaut du système de masses de l'alimentation électrique. Le blindage peut être appliqué individuellement aux paires, ou à l’ensemble formé par celles-ci. Lorsque le blindage est appliqué à l’ensemble des paires, on parle d’écrantage.
Il existe plusieurs types de paires torsadées :
- Paire torsadée non blindée : Unshielded twisted pair (UTP) - dénomination officielle U/UTP. La paire torsadée non blindée n’est entourée d’aucun blindage protecteur.
- Paire torsadée écrantée : Foiled twisted pair (FTP) - dénomination officielle F/UTP. L'ensemble des paires torsadées a un blindage global assuré par une feuille d’aluminium. L’écran est disposé entre la gaine extérieure et les 4 paires torsadées. Les paires torsadées ne sont pas individuellement blindées.
- Paire torsadée blindée : Shielded twisted pair (STP) - dénomination officielle U/FTP. Chaque paire torsadée blindée est entourée d’un feuillard en aluminium, de façon similaire à un câble coaxial.
- Paire torsadée doublement écrantée : Foiled foiled twisted pair (FFTP) - dénomination officielle F/FTP. Chaque paire torsadée est entourée d'une feuille de blindage en aluminium. L'ensemble des paires torsadées a une feuille de blindage collectif en aluminium.
- Paire torsadée écrantée et blindée : Shielded foiled twisted pair (SFTP) - dénomination officielle SF/UTP. Câble doté d’un double écran (feuille métallisée et tresse) commun à l’ensemble des paires. Les paires torsadées ne sont pas individuellement blindées (contrairement à ce que le terme Shielded foiled twisted pair pourrait faire croire).
- Paire torsadée super blindée : Super Shielded Twisted Pair (SSTP) - dénomination officielle S/FTP. Chacune des paires est blindée par un écran en aluminium, et en plus la gaine extérieure est blindée par une tresse en cuivre étamé.

Les câbles basse fréquence audio analogiques mobiles, hors des installations fixes, utilisent généralement un blindage par tresse, donnant un câble plus souple, qui résiste mieux aux torsions répétées et transmet moins les vibrations mécaniques.
La norme internationale ISO/IEC 11801 sur les câbles de transmission en télécommunication donne les configurations de câbles composés de paires torsadées.
La désignation du câble indique sous forme abrégée sa configuration. L'abréviation TP (« twisted pair ») indique une ou plusieurs paires torsadées, TQ (« twisted quad ») qu'il s'agit d'un Quarte ou quad. Le lettres qui précèdent, comme l'adjectif en anglais, indiquent le blindage. Celui du câble entier, suivi d'une barre oblique, précède la description des paires.
- U (« unshielded ») : non blindé
- S (« braided shielding ») : blindage par tresse
- F (« foil shielding ») : blindage par feuillard

| Usage courant    | ISO 11801 | Blindage du câble | Blindage de paire | Illustration                        |
| ---------------- | --------- | ----------------- | ----------------- | ----------------------------------- |
| UTP              | U/UTP     | aucun             | aucun             | U/UTP twisted pair cable shielding  |
| STP              | S/UTP     | tresse            | aucun             | S/UTP twisted pair cable shielding  |
| FTP, STP         | F/UTP     | feuillard         | aucun             | F/UTP twisted pair cable shielding  |
| SFTP, S-FTP, STP | SF/UTP    | tresse, feuillard | aucun             | SF/UTP twisted pair cable shielding |
| STP              | U/FTP     | aucun             | feuillard         | U/FTP twisted pair cable shielding  |
| SSTP, SFTP, STP  | S/FTP     | tresse            | feuillard         | S/FTP twisted pair cable shielding  |
| FFTP, STP        | F/FTP     | feuillard         | feuillard         | F/FTP twisted pair cable shielding  |
| SSTP, SFTP, STP  | SF/FTP    | tresse, feuillard | feuillard         | SF/FTP twisted pair cable shielding |

## Les catégories de câbles
Les câbles faits de paire(s) torsadée(s) sont classés en catégories selon l’intégrité du signal. Ces différentes catégories sont ratifiées par les autorités de normalisation américaines ANSI/TIA/EIA, Européennes CENELEC 50173, internationales ISO 11801, ou autres. La norme française définissant le câblage structuré reprend la version européenne, et à la suite de la traduction s'appelle: NF/EN 50173-1.
Le concept de « qualités de câbles » 1 et 2 utilisées initialement par un distributeur, la première normalisation EIA/TIA 568 de 1990 a commencé la numération officielle à 3.
Catégorie 3 / Classe CLa catégorie 3 est un type de câblage testé à 16 MHz. Ce type de câble de nos jours ne sert principalement plus qu’à la téléphonie sur le marché commercial, aussi bien pour les lignes analogiques que numériques (systèmes téléphoniques, par exemple : Norstar, etc.). Il est également utilisé pour les réseaux Ethernet (10 Mb/s). Ce type de câblage est en abandon depuis 2007 par les opérateurs au bénéfice de câbles de catégorie 5 ou supérieure, pour la transmission de la voix comme des données. Le code couleur est jaune, vert, rouge, noir. Dans les systèmes de xDSL on prend le vert et le rouge pour transmettre les données.[réf. souhaitée]
Catégorie 4 / Classe DLa catégorie 4 est un type de câblage testé à 20 MHz. Ce standard fut principalement utilisé pour les réseaux Token Ring à 16 Mbit/s ou les réseaux 10BASE-T. Il fut rapidement remplacé par les catégories 5 et 5e. Dans la norme ANSI/TIA/EIA-568B (2011), seule la catégorie 3 est décrite.
Catégorie 5 / Classe DL'ancienne catégorie 5 permet une bande passante de 100 MHz et un débit allant jusqu’à 100 Mbit/s. Ce standard permet l’utilisation du 100BASE-TX, ainsi que diverses applications de téléphonie ou de réseaux (Token ring, ATM). La catégorie 5 est obsolète et remplacée par la catégorie 5e. À noter que la norme ISO 11801, depuis la version 2000, a renommé la nouvelle catégorie 5e en catégorie 5, alors que la normalisation nord-américaine conserve le terme « 5e »[réf. nécessaire].
Catégorie 5e / Classe DLa catégorie 5e (en anglais enhanced) peut permettre une quantité d'information allant jusqu’à 1 Gbit/s. C’est un type de câblage testé à 100 MHz (apparu dans la norme TIA/EIA-568B). La norme est une adaptation de la catégorie 5, améliorée pour permettre le Gigabit Ethernet. Le type de blindage et l’appairage en longueur ne sont pas spécifiés. Dans la norme ISO 11801, depuis 2000, cette catégorie est renommée catégorie 5 / Classe D[réf. nécessaire].
Catégorie 6 / Classe ELa catégorie 6 est un type de câblage testé jusqu'à 250 MHz. En théorie il devait permettre le 1000Base-TX, fonctionnant à 200 MHz en 2×2 paires simplex au lieu de 77 MHz en 4 paires full duplex. Ceci devait réduire les coûts de production des interfaces réseaux. Aucun fabricant n'a suivi et le 1000base-TX n'existe pas. Par contre, grâce à une moins forte résistance, le câble catégorie 6 reste avantageux par rapport au catégorie 5e pour l'utilisation de PoE où il permet des économies d'énergie.
Catégorie 6a / Classe EARatifiée le 8 février 2008, la norme 6a est une extension de la catégorie 6 avec une bande passante de 500 MHz (norme ANSI/TIA/EIA-568-B.2-10). Cette norme permet le fonctionnement du 10GBASE-T. Dans la norme internationale, « 6a » s'écrit « 6A »)
Catégorie 7 / Classe FLa catégorie 7 est testée à 600 MHz. Elle permet l’acheminement d’un signal de télévision modulé en bande VHF ou UHF, mais pas dans une bande satellite (qui nécessite une bande passante de 2 200 MHz). La catégorie 7, ne reconnaît pas le connecteur RJ45 mais en reconnaît 3 autres: GG45 (CEI 60603-7-7), TERA (CEI 61076-3-104) et ARJ45 (CEI 61076-3-110)
Catégorie 7a / Classe FALa catégorie 7a est testée à 1 GHz et permet un débit allant jusqu'à 40 Gbit/s sur 50 m et jusqu'à 100 Gbit/s sur 15 m.
Catégorie 8.1 / Classe ILa catégorie 8 est testée à 2 GHz jusqu'à 30 à 36 m.
Catégorie 8.2 / Classe IILa catégorie 8 est testée à 2 GHz jusqu'à 30 à 36 m.
| Catégorie | Classe | Construction typique     | Impédance | Fréquence max. | Application                                                              |
| --------- | ------ | ------------------------ | --------- | -------------- | ------------------------------------------------------------------------ |
| 3         | C      | UTP                      | 100-120 Ω | 16 MHz         | Token Ring 4 Mbit/s, 10BASE-T, Fast Ethernet, 100 VG Any, LAN 100BASE-T4 |
| 4         | D      | UTP                      | 100 Ω     | 20 MHz         | Token Ring 16 Mbit/s                                                     |
| 5         | D      | UTP                      | 100 Ω     | 100 MHz        | 100BASE-TX, 1000BASE-T                                                   |
| 5e        | D      | UTP, F/UTP, U/FTP        | 100 Ω     | 100 MHz        | 1000BASE-T, 2.5GBASE-T, ATM 155 Mbit/s                                   |
| 6         | E      | UTP, F/UTP, U/FTP        | 100 Ω     | 250 MHz        | 5GBASE-T, 10GBASE-T                                                      |
| 6a        | EA     | UTP, F/UTP, U/FTP, S/FTP | 100 Ω     | 500 MHz        | 5GBASE-T, 10GBASE-T                                                      |
| 7         | F      | S/FTP, F/FTP             | 100 Ω     | 600 MHz        | n/a                                                                      |
| 7a        | FA     | S/FTP, F/FTP             | 100 Ω     | 1 GHz          | n/a                                                                      |
| 8.1       | G      | F/UTP, U/FTP             | 100 Ω     | 2 GHz          | 25GBASE-T, 40GBASE-T                                                     |
| 8.2       | G      | S/UTP, F/FTP             | 100 Ω     | 2 GHz          | 25GBASE-T, 40GBASE-T                                                     |

## Quarte ouquad
Les applications, en télécommunications, en électroacoustique, en instrumentation, pour lesquelles une immunité aux interférences supérieure est nécessaire, utilisent deux paires torsadées arrangées de telle sorte que les perturbations subsistant sur une des paires s'opposent à celles de l'autre. Dans la disposition starquad (en), quatre conducteurs tournant en étoile autour d'un axe central forment une double paire. L'autre disposition consiste en une torsade de deux paires torsadées.
Conçu à l'origine pour les signaux analogiques en environnement très perturbé, ou avec des contraintes particulières de niveau de bruit de fond, le câble quad sert aussi en transmission numérique.